# D.C.II To You 〜ダ・カーポII〜 トゥーユー
『D.C.II To You Side Episodes 〜ダ・カーポII〜 トゥーユー サイドエピソード』は、2009年6月26日にCIRCUSより発売されたアダルトゲームソフト。ロゴ表記は「D.C.II To You Side Episodes」であるが、商品説明では「D.C.II To You 〜ダ・カーポII〜 トゥーユー」と書かれる。通称『D.C.II To You』『D.C.II T.Y.』。

## 概要
PCゲーム『D.C.II 〜ダ・カーポII〜』の、本編以前のエピソード3編、アナザーストーリー1編の計4編からなるサイドストーリー集。
シナリオの雨野智晴によれば、発売時の梅雨の季節に合わせて「雨」を題材とした作品を企画した。しかし制作期間が短く『D.C.II S.C.』ほどの規模のファンディスクにするのは難しかったため、サイドストーリー集としてリリースした。
サーカス公式通販限定特典として「ねんどろいど 朝倉音姫」が同梱され、フォトコンテストも行われた。

## ストーリー
（出典：）
紫陽花
音姫と由夢の母親・由姫との出会いと別れのエピソード。
雪月花
小恋と義之が回想する、杏や茜、杉並や渉との出会いのエピソード。
まひるに降る雨
まひるが消えた後に語られる、まひると朝比奈ミキの出会いと別れのエピソード。
機械の心
義之が雨の日に見つけた人型ロボット「μ」と暮らすようになるアナザーストーリー。

## スタッフ
- シナリオ：雨野智晴（EDEN'S NOTES）、たけうちこうた（EDEN'S NOTES）、望月JET
- キャラクター原案：たにはらなつき
- 原画：たにはらなつき、みつまむ、かゆらゆか、立羽、鷹乃ゆき、えこ
- BGM：猫野こめっと

## 主題歌
オープニングテーマ「レンブラントの光」
作詞・作曲：yozuca*、編曲：chokix、歌：yozuca*
「紫陽花」エンディングテーマ「雨上がりに咲いた虹」
作詞・作曲：yozuca*、編曲：東タカゴー、歌：yozuca*
「雪月花」挿入歌「陽はまた昇る」
作詞・rino、作曲：yozuca*、編曲：宮井英俊、歌：南條愛乃
「雪月花」エンディングテーマ「青春☆グラフィティ」
作詞：如月十一、作曲：R-midwest、編曲：中西亮輔、歌：立花あや、遠野そよぎ、まきいづみ
「まひるに降る雨」「機械の心」挿入歌「Cloudy」
作詞：rino、作曲・編曲：末廣健一郎、歌：yozuca*
「まひるに降る雨」エンディングテーマ「今を生きて」
作詞・作曲：rino、編曲：安瀬聖、歌：rino
「機械の心」エンディングテーマ「未来へのお守り」
作詞・作曲：rino、編曲：末廣健一郎、歌：rino

## 関連商品

### ゲーム
D.C.10周年 ありがとうパック 〜D.C.II P.C. & To You〜
2012年6月28日発売。R-18版（感謝版）と、サーカスファンクラブライト限定の全年齢版（FC限定版、15歳以上推奨）の2種類がリリースされた。本作品のパワーアップ版「D.C.II To You 〜ダ・カーポII〜 トゥーユー Ver.1.2」を収録。両者とも18歳未満者が直接購入することは出来ないが、全年齢版に限り、18歳未満者への譲渡が認められている。

### CD
D.C.II To You 〜ダ・カーポII〜 トゥーユー ボーカルミニアルバム
2009年8月26日発売のミニアルバム。『青春☆グラフィティ』、『Cloudy』を除く主題歌5曲を収録。

### 小説
D.C.II To You 〜ダ・カーポII〜 トゥーユー
2009年11月25日発売、著：雑賀匡、監修：サーカス、ISBN 978-4-89490-929-8
「紫陽花」「雪月花」を収録。
D.C.II To You 〜ダ・カーポII〜 トゥーユー きみを忘れない
2010年1月25日発売、著：雑賀匡、監修：サーカス、ISBN 978-4-89490-945-8
「まひるに降る雨」「機械の心」を収録。